# Palatul Primăriei Oradea
Palatul primăriei în Oradea este o clădire amplasată în partea de nord-vest a Pieței Centrale (Unirii). A fost înălțată între anii 1902-1903 după planurile arhitectului Kálmán Rimanóczy. Palatul se află pe fostul amplasament al episcopiei catolice din secolul XVIII. Un element deosebit îl constituie asimetria în plan al construcției, cladirea îmbinând stilul eclectic și renascentist.
Clădirea este prevazută în partea dinspre Crișul Repede cu un turn cu ceas înalt de 50 m. În anul 1944 acoperișul original a ars in luptele pentru cucerirea orașului de către trupele româno-sovietice.